# کتاب‌شناسی اکبر هاشمی رفسنجانی
اکبر هاشمی رفسنجانی تعدادی کتاب با عنوان مجموعه خاطرات روزانه دارد. او انگیزه‌اش را از نوشتن خاطرات روزانه علاقه به نویسندگی عنوان کرده‌است. بااین‌حال بخشی از خاطرات او به دلیل مسائل امنیتی منتشر نمی‌شود. بر اساس خاطرات و دیدگاه‌ها، سخنرانی‌ها و مصاحبه‌های او چندین کتاب مستقل نوشته شده‌است. علاوه براین، متن کامل خطبه‌های نماز جمعه، مصاحبه‌ها، سخنرانی‌ها و نطق‌های پیش از دستورش در مجلس به صورت کتاب‌های جداگانه منتشر شده‌است.
دوران مبارزه عنوان کتاب خاطرات پیش از پیروزی انقلاب اوست. مطالب این کتاب برای آشنایی با دیدگاه‌های او بسیار مفید بوده و گاهی تعجب‌آور است. برای نمونه ازخودگذشتگی او نسبت به روح‌الله خمینی و افکار او، شیفتگی او نسبت به نهضت ملی شدن صنعت نفت به رهبری محمد مصدق و حتی به نهضت آزادی از این موارد است. در واقع او به نهضت آزادی و مهدی بازرگان تمایل داشت. در این کتاب رفسنجانی خود را به دموکراسی غربی نیز متمایل نشان می‌دهد. نکته غیرمنتظره دیگر، حمایت ضمنی هاشمی از تفکری است که اساس انقلاب سفید محمدرضا پهلوی را تشکیل می‌داد. او در خاطرات خود، مخالفتش را با محافظه‌کاران و به‌شکل خاص با موتلفه پنهان نمی‌کند.
از تألیفات هاشمی رفسنجانی کتابی است با عنوان امیرکبیر: قهرمان مبارزه با استعمار که به زندگی و وقایع دوران امیرکبیر می‌پردازد و در سال ۱۳۴۶ منتشر شد و در آن از امیرکبیر تجلیل شده‌است. دیگر اثر وی تفسیر راهنما است که از تفاسیر موضوعی قرآن بوده و بخشی از آن از مجموعهٔ فیش‌های تهیه شده در زندان دورهٔ پهلوی فراهم آمده‌است.

## فهرست
- سرگذشت فلسطین، اکبر هاشمی رفسنجانی، اکرم زعیتر، ناشر: بوستان کتاب قم
- کارنامه و خاطرات، اکبر هاشمی رفسنجانی، عباس بشیری، محسن هاشمی رفسنجانی، ناشر: دفتر نشر معارف انقلاب
- آزاداندیشی اسلامی و روشنفکری اسلامی، اکبر هاشمی رفسنجانی، ناشر: برد
- جایگاه مساجد در نظام اسلامی از منظر قرآن، اکبر هاشمی رفسنجانی، ناشر: زینی
- فرهنگ قرآن، اکبر هاشمی رفسنجانی، ناشر: بوستان کتاب قم
- تفسیر راهنما، اکبر هاشمی رفسنجانی، ناشر: بوستان کتاب قم
- جهان در عصر بعثت، اکبر هاشمی رفسنجانی، محمدجواد باهنر، ناشر: دفتر نشر فرهنگ اسلامی
- امیرکبیر: قهرمان مبارزه با استعمار، اکبر هاشمی رفسنجانی، ناشر: جامعه مدرسین حوزه علمیه قم، دفتر انتشارات اسلامی
- همبستگی امت اسلامی: مجموعه سخنرانی‌ها در کنفرانس بین‌المللی وحدت اسلامی، اکبر هاشمی رفسنجانی، سیدجلال میرآقایی (گردآورنده)، ناشر: مجمع جهانی تقریب مذاهب اسلامی
- سماحه الشیخ الهاشمی الرفسنجانی فی عصر المجابهه: مذاکرات المخاض السیاسی، عبدالرحیم حمرانی، اکبر هاشمی رفسنجانی